# Tanja Michalsky
Tanja Michalsky (* 14. Oktober 1964 in Mülheim an der Ruhr) ist eine deutsche Kunsthistorikerin, wissenschaftliches Mitglied der Max-Planck-Gesellschaft und Direktorin an der Bibliotheca Hertziana, Max-Planck-Institut für Kunstgeschichte, in Rom.

## Leben und Werk
Michalsky studierte Kunstgeschichte, Philosophie und Germanistik in Trier und München. 1995 wurde sie an der Universität München mit einer Arbeit zu den Grabmälern des Königshauses Anjou in Italien promoviert. Anschließend war sie wissenschaftliche Mitarbeiterin am Kunstgeschichtlichen Institut der Universität Frankfurt am Main. In ihrer Habilitationsschrift Projektion und Imagination (2004) untersuchte Michalsky die mediale Ausdifferenzierung in der frühneuzeitlichen Landschaftsmalerei und Geographie der Niederlande. Nach einem Forschungsaufenthalt an der Italian Academy for Advanced Studies in America der Columbia University in New York berief das Kunstgeschichtliche Institut der Universität Frankfurt am Main sie im Jahr 2004 zur Hochschuldozentin. Im Folgejahr erteilte ihr die Universität Düsseldorf die Venia legendi für Kunstgeschichte. Von April 2007 bis März 2015 war sie Inhaberin der Professur für Kunstwissenschaft an der Universität der Künste Berlin. Sie war von 2012 bis 2014 Sprecherin des DFG-Graduiertenkollegs Das Wissen der Künste, das sich der spezifisch künstlerischen Wissensgenerierung widmet. Seit Oktober 2014 ist sie Direktorin an der Bibliotheca Hertziana – Max-Planck-Institut für Kunstgeschichte in Rom und widmet sich wieder verstärkt der Kunst des Mittelalters und den Epistemen der Kartographie insbesondere in Neapel und Süditalien. Im Jahr 2019 wurde Michalsky in die Academia Europaea gewählt.
Michalskys Forschungsschwerpunkte sind Memoria, Kartografie, Malerei und Kunsttheorie der Niederlande und Italiens in der Frühen Neuzeit, Visualisierungen des sozialen Raums, sowie das Verhältnis von Kunst und Wissenschaft. Im Mittelpunkt steht das Interesse an der Aussagefähigkeit von Kunstwerken und Bildern, das auch ihre Auseinandersetzung mit Gegenwartskunst und Film prägt.

## Schriften
Monographien
- Memoria und Repräsentation. Die Grabmäler des Königshauses Anjou in Italien (= Veröffentlichungen des Max-Planck-Instituts für Geschichte. Bd. 157). Vandenhoeck & Ruprecht, Göttingen 2000, ISBN 3-525-35473-8 (= Dissertation).
- Projektion und Imagination. Die niederländische Landschaft der Frühen Neuzeit im Diskurs von Geographie und Malerei. Fink, Paderborn u. a. 2011, ISBN 978-3-7705-5043-2 (= Habilitationsschrift).
- Napoli in scala. Le rappresentazioni della città (XIV-XXI secolo). Saggi scelti su pratiche e media, hg. v. Adrian Bremenkamp, Anna Magnago Lampugnani, Elisabetta Scirocco, Mailand 2024, ISBN 979-12-5561-093-9

Herausgebertätigkeit
- Medien der Macht. Kunst zur Zeit der Anjous in Italien. Akten der internationalen Tagung im Liebieghaus – Museum Alter Plastik, Frankfurt am Main, 21.–23. November 1997. Reimer, Berlin 2001, ISBN 3-496-01231-5.
- mit Thomas Hensel und Klaus Krüger: Das bewegte Bild. Kunst und Film. Fink, München u. a. 2006, ISBN 3-7705-4150-2.
- mit Gisela Engel und Felicitas Schmieder: Aufsicht – Ansicht – Einsicht. Neue Perspektiven auf die Kartographie an der Schwelle zur Frühen Neuzeit (= Frankfurter kulturwissenschaftliche Beiträge. Bd. 3). Trafo-Wissenschaftsverlag, Berlin, 2009, ISBN 978-3-89626-720-7.
- mit Alessandro Nova: Wind und Wetter. Die Ikonologie der Atmosphäre (= Studi e Ricerche. Vol. 5). Marsilio, Venedig, 2009, ISBN 978-88-317-9925-6.
- mit Grit Heidemann: Ordnungen des sozialen Raumes. Die Quartieri, Sestieri und Seggi in den frühneuzeitlichen Städten Italiens. Reimer, Berlin, 2012, ISBN 978-3-496-01466-9.
- mit Norbert Zimmermann: Die Päpste und Rom zwischen Antike und Mittelalter. Schnell & Steiner, Regensburg 2017, ISBN 978-3-7954-3089-4.
- mit Julian Blunk: Stil als (geistiges) Eigentum (= Römische Studien der Bibliotheca Hertziana 43). Hirmer, München 2018, ISBN 978-3-7774-3263-2.
- mit Ulrike Boskamp, Amrei Buchholz und Annette Kranen: Verkoppelte Räume. Karte und Bildfolge als mediales Dispositiv (= Römische Studien der Bibliotheca Hertziana, 46). Hirmer, München 2020, ISBN 978-3-7774-3534-3.
- mit Stefano d'Ovidio und Joris van Gastel: Città tangibili. Materialità e identità in Italia meridionale. (= Quaderni della Bibliotheca Hertziana 5), Campisano Editore, Rom, 2020, ISBN 978-88-85795-55-6.
- mit Francesco Gangemi: Medioevo tra due mondi. San Nicolò a San Gemini e le alienazioni monumentali nella prima metà del Novecento (= Quaderni della Bibliotheca Hertziana 10), Rom 2020, ISBN 979-12-80956-11-8.
- mit Francesco Gangemi: Federico II e l'architettura sacra tra regno e impero (= Studi della Bibliotheca Hertziana 14), Silvana Editoriale, Mailand 2021, ISBN 88-366-5094-5.
- mit Christiane Elster, Stephanie Luther und Stefanie Seeberg: Textile Gifts in the Middle Ages. Objects, Actors, and Representations. (= Quaderni della Bibliotheca Hertziana, 5), Rom 2022, ISBN 978-88-85795-86-0.
- mit Klára Benesovská, Daniela Rywikowá und Elisabetta Scirocco: Royal Nunneries at the Center of Europe. Art, Architecture, Aesthetics (13th–14th Centuries) (= Convivium. Supplementum 2022/1) ISBN 978-80-280-0023-3.
- mit Adrian Bremenkamp, Malvina Giordana und Lorenzo Marmo: Geografie della migrazione nel cinema italiano. Luoghi e immaginari del transito (= Quaderni della Bibliotheca Hertziana 9) Rom 2022, ISBN 979-12-80956-04-0.
- mit Vinni Lucherini und Diego Carnevale: Writing on Tombs in Medieval and Early Modern Times (= Quaderni napoletani di storia dell’arte medievale 7), Rom 2023, ISBN 978-88-3313-864-0.
- mit Antonino Tranchina und Kordula Wolf: Tra terra e mare. Architettura e potere sulla costa del Tirreno meridionale (= Quaderni della Bibliotheca Hertziana 12), Rom 2023, ISBN 1-280-95627-5.
- mit Martin Thiering: Walking through history. An Interdisciplinary Approach to Flavio Biondo’s Spaces in the „Italia Illustrata“ (= Hertziana Studies in Art History 1, 2022), ISBN 978-3-949381-00-3.[2], DOI: 10.48431/hsah.0100
- mit Adrian Bremenkamp und Norbert Zimmermann: Importreliquien in Rom von Damasus I. bis Paschalis I. (= Palilia 36), Wiesbaden 2023, ISBN 978-3-447-11946-7.
- mit Nicola Camerlenghi und Elisabetta Scirocco: Visualizing Complexities. Practices and Heuristics of Digital Models in Art History (= Hertziana Studies in Art History 2, 2023) (online).
- mit Matthias Weiß: Blick Richtung Europa? Dreißig außereuropäische Objekte geben Antwort (= Römische Studien der Bibliotheca Hertziana, 52), München 2024, ISBN 978-3-7774-4473-4.
- mit Tommaso Morawski: The Mediality of Mapping. Transmedial Approaches to Space and Cartographic Imagination (= Quaderni della Bibliotheca Hertziana 14), Rom 2024, ISBN 979-12-80956-65-1.